# Алюминийдинеодим
Алюминийдинеодим (алюминид динеодима) — бинарное неорганическое соединение
неодима и алюминия
с формулой AlNd2,
кристаллы.

## Получение
- Сплавление стехиометрических количеств чистых веществ:

{\displaystyle {\mathsf {2Nd+Al\ {\xrightarrow {795^{o}C}}\ AlNd_{2}}}}

## Физические свойства
Алюминийдинеодим образует кристаллы
ромбической сингонии,
пространственная группа P nma,
параметры ячейки a = 0,6716 нм, b = 0,5235 нм, c = 0,9650 нм, Z = 4,
структура типа Co2Si.
Соединение образуется по перитектической реакции при 795°С.
При температуре 39,59 К происходит переход ферромагнетик → парамагнетик.

## Химические свойства
- Разлагается при нагревании:

{\displaystyle {\mathsf {AlNd_{2}\ {\xrightarrow {>795^{o}C}}\ AlNd+Nd}}}